# 妖怪人間ベラ
『妖怪人間ベラ』（ようかいにんげんベラ）は、2020年9月11日公開の日本映画。監督は英勉、主演は森崎ウィン。
また、映画の前日譚となるドラマ『妖怪人間ベラ 〜Episode 0〜』の配信が、2020年8月13日より開始された。

## 概要
広告代理店勤務の男性が『妖怪人間ベム』の特集のために訪れた廃墟で幻の最終回を目の当たりにしたことにより、人生が大きく狂い出していく姿を描く。同作の登場キャラクターであるベラを女子高生として新たに設定し、主人公を狂気へと走らせていく役割を担わせる。
キャッチコピーは、「人間になんかなりたくない」

## あらすじ
広告代理店に勤める新田康介は、既に過去のものとして扱われている『妖怪人間ベム』の特集のために、後輩の篠原弘樹と共に廃墟に向かう。あまり気乗りがしないまま向かった廃墟で康介は『妖怪人間ベム』の幻の最終回を目撃してしまい、気が動転してしまう。
一方、康介たちが廃墟に訪れたのとほぼ同時に、あるひとりの少女が姿を現す。それが『妖怪人間ベム』の登場キャラクターであるベラだった。自分が住む世界とはあまりにも違う環境にベラは戸惑う。
そんな折、転校先の高校において独特の美貌を秘めたベラに興味を抱いた同級生の牧野沙織は友達にならないかと誘う。しかし、同級生で学校の人気者である綾瀬莉子のファンでもあった沙織の精神はやがてかき乱されていく。
『妖怪人間ベム』の幻の最終回を目撃して以降、執拗にベラを追うようになった康介も狂乱じみた行動を取るようになり、妻の鮎美や息子の陽太との関係も不穏なものになっていく。

## キャスト
- 新田康介：森崎ウィン
- 百合ヶ崎ベラ：emma[1]
- 新田鮎美：堀田茜
- 新田陽太：吉田奏佑
- 霧島拓：六角精児
- 篠原弘樹：清水尋也
- 綾瀬莉子：吉田凜音
- 牧野沙織：桜田ひより
- 出野紗代：内山あかり

## スタッフ
- 原作：ADKエモーションズ
- 監督：英勉
- 脚本：保坂大輔
- 音楽：野崎美波
- 主題歌：BREAKERZ「BARABARA」（ZAIN RECORDS）[3]
- 製作：勝山倫也、柴田邦彦
- 企画・エグゼクティブプロデューサー：紙谷零、麻生一宏
- プロデューサー：井上勝哉、古谷大輔
- 共同プロデューサー：宇田川寧、武井哲
- 撮影：川島周
- 照明：本間大海
- 録音：加来昭彦
- 美術：中山慎
- 装飾：松田光畝
- 編集：相良直一郎
- スクリプター：山内薫
- 特殊視覚効果：泉谷修
- キャラクターデザイン：西川伸司
- 衣裳：白石敦子
- ヘアメイク：澤田久美子
- 特殊メイク：中田彰輝
- 音響効果：柴崎憲治
- 選曲：武田拓也
- キャスティング：山田圭介
- スケジューラー：日暮英典
- 助監督：宮本秀光
- 制作担当：片山大介
- 宣伝プロデューサー：中村広海
- 配給：DLE
- 配給協力：アーク・フィルムズ、シナジー
- 宣伝：MUSA
- 制作プロダクション：ダブ
- 製作：映画「妖怪人間ベラ」製作委員会

## ネットドラマ

### 概要（ネットドラマ）
タイトルは、『妖怪人間ベラ 〜Episode 0〜』。映画の前日譚で、なぜベラが「人間になんかなりたくない」という思いに至ったのかをテーマに、映画よりも前の時間を描いている。
大友花恋が主演を務め、映画と同じくemmaがベラ役を務める。
2020年8月13日より、Amazonプライムビデオを始めとする様々な動画配信サイトで全10話の配信が開始された。
キャッチコピーは、「はやく人間になりたい　でも、あなたにはなりたくない」

### あらすじ（ネットドラマ）
ある日、帝心女学園高校3年B組に梅ノ木坂ベラという生徒が転入生としてやって来た。
数ヶ月前、この高校では佐々木梢という生徒が屋上から転落死するという事故が起こっていたが、梢の親友だった大野詩織は、梢が持っていた自分とお揃いの万華鏡をベラが持っていることに気付き不安を抱く。実は当時、クラスメイトによる梢に対するいじめが行われており、詩織もそれに加担させられていたのだ。
そんな中、とあることをきっかけに、梢をいじめていたグループはベラへの嫌がらせを開始する。ところが、逆に彼女たちの身辺に次々と不穏な出来事が起こり始める。

### キャスト（ネットドラマ）
- 大野詩織：大友花恋
- 梅ノ木坂ベラ：emma
- 副島かおる：田中珠里
- 白川彩音：北原帆夏
- 織田凛：野田美桜
- 浅川七海：鳴海唯
- 御園麻里亜：森田想
- 佐々木梢：小川あん
- 波野美須子：横田愛佳
- 大野伸一郎：野村宏伸
- 霧島拓：六角精児

ナレーション
- 松岡依都美

### スタッフ（ネットドラマ）
- 原作：妖怪人間ベム（ADKエモーションズ）
- 主題歌：吉田凜音「25時」（Victor Entertainment / Colourful Records）
- 監督：筧昌也（第1・2・5・6・9・10話）、平林克理（第3・4話）、土岐洋介（第7・8話）
- 脚本：保坂大輔（第1・2・5・6・9・10話）、筧昌也（第3・4話）、ヨシゲンヤスオ（第7・8話）
- 音楽：野崎美波
- ストーリー原案・脚本協力：児玉和土
- 製作：勝山倫也、柴田邦彦
- 企画・エグゼクティブプロデューサー：紙谷零、麻生一宏
- プロデューサー：古谷大輔、井上勝哉、小出由佳
- 制作プロデューサー：宇田川寧、武井哲
- 撮影：宮﨑悟郎
- 照明：及川厚
- 録音：赤澤靖大
- 美術：中山慎
- 記録：石田眞理
- 編集：古川達馬
- ヘアメイク：田鍋知佳
- スタイリスト：椎名倉平、水野遼平
- 音響効果：松浦大樹
- キャスティング：山田圭介
- 制作担当：片山大介
- 制作プロダクション：ダブ
- 製作：ADK EM / 妖怪人間ベラ製作委員会